# Прапори Африки
Це список міжнародних, національних і субнаціональних прапорів, які використовуються в Африці. До списку входять 10 прапорів міжнародних організацій, 44 прапори держав, 2 прапори невизнаних держав та 38 прапорів регіонів, автономних і залежних територій.

## Наднаціональні і міжнародні прапори
| Прапор               | Затверджений | Організація                                 | Опис |
| -------------------- | ------------ | ------------------------------------------- | --- |
|                      | 2010 –       | Прапор Африканського союзу                  | Прапор являє собою прямокутне полотнище зеленого кольору в центрі якого розташовується 53-променева біла зірка, з накладеним на неї силуетом африканського континенту зеленого кольору, оточеного золотими 5-променевими зірками. |
|                      | 1955 –       | Прапор Європейського Союзу                  | Коло з 12 золотих п'ятипроменевих зірок, розташованих на синьому полі. |
|                      | 1945 –       | Прапор Ліги арабських держав                | Прапор являє собою зелене полотнище з печаткою Ліги арабських держав в центрі. Двадцять ланок у загальному ланцюзі представляють двадцять членів Ліги на час прийняття прапора. Пропорції прапора: 2:3 або 1:3. |
|                      | 1953 –       | Прапор НАТО                                 | Прямокутне полотнище синього кольору, в центрі якого зображена біла зірка з чотирма променями (роза вітрів) та білими лініями, які розбігаються від неї. |
|                      | 1981 –       | Прапор Організації Ісламська конференція    | Прапор являє собою зелене полотнище, у центрі якого знаходиться червоний півмісяць на білому диску, звернений угору. На диску — слова «Аллах акбар», написані арабською в'яззю. |
|                      | 1960 –       | Прапор ОПЕК                                 | Прапор складається з білого логотипу ОПЕК на блакитному тлі. |
|                      | 1976 –       | Прапор Співдружності націй                  | Прапор являє собою синє полотнище, в центрі якого розміщений золотистий символ Співдружності — буква «С». |
|                      |              | Прапор Співтовариства португаломовних країн | Прапор має синє коло, розділене на вісім рівних променів хвилястої форми (країни-члени СПК), розміщене в центрі прапору на білому полі. В центрі великого кола знаходиться менше коло, яке символізує співдружність. |
| Файл:Flag of EAC.svg | 1997 –       | Прапор Східноафриканського співтовариства   | Прапор складається з 9 горизонтальних нерівнозначних смуг. Верхня і нижня блакитні смуги є найширшими. Тонша біла смуга відокремлює блакитну від чорної і червоної смуг у верхній і нижній частині прапора відповідно. Ці смуги, в свою чергу, розділені тонкими зеленими смугами від жовтої смуги. У центрі прапора розміщена емблема організації. |
|                      |              | Прапор Франкофонії                          | Прапор являє собою біле полотнище, в центрі якого розміщене коло, складене з п'яти сегментів червоного, синього, жовтого, зеленого і фіолетового кольорів, які символізують п'ять континентів. |

## Прапори держав
| Прапор | Затверджений | Організація                              | Опис |
| ------ | ------------ | ---------------------------------------- | --- |
|        | 1962 –       | Прапор Алжиру                            | Прапор складається з двох вертикальних смуг однакової ширини зеленого і білого кольорів. У центрі розташовані червона зірка і півмісяць. Білий колір символізує чистоту, зелений колір — колір ісламу. Півмісяць також є ісламським символом. Пропорції прапора: 2:3. |
|        | 1975 –       | Прапор Анголи                            | Прапор складається з двох рівнозначних горизонтальних смуг червоного та чорного кольорів. Червоний колір символізує кров, пролиту у визвольній боротьбі і при захисті Вітчизни, чорний — Африканський континент У центрі розміщена композиція, що складається з сегмента шестірні, що символізує робітників і індустріальне виробництво; мачете, що символізує селян, сільськогосподарське виробництво і збройну боротьбу; і зірки, що символізує міжнародну солідарність і прогрес. Пропорції прапора: 2:3. |
|        | 1990 –       | Прапор Беніну                            | Прапор складається з вертикальної смуги зеленого кольору, та двох рівнозначних горизонтальних смуг жовтого та червоного кольорів. Кольори прапора — традиційні африканські: зелений, що символізує надію, жовтий — процвітання і червоний — хоробрість. Пропорції прапора: 2:3. |
|        | 1966 –       | Прапор Ботсвани                          | Прапор складається з п'яти нерівномірних горизонтальних смуг — синьої, білої, чорної, знову білої і синьої. Єдина чорна смуга проходить посередині. Сині найширші, а білі — найтонші. Блакитний колір на прапорі символізує небо і надію на воду (девіз країни: «Нехай буде дощ»), чорний і білий — більшість народу і національні меншини. Пропорції прапора: 5:8. |
|        | 1984 –       | Прапор Буркіна-Фасо                      | Прапор являє собою дві рівнозначні горизонтальні смуги, червону зверху і зелену знизу, посередині розташована жовта п'ятипроменева зірка. Червоний колір символізує революцію, зелений — багаті природні ресурси країни, а жовта зірка — провідне світло революції. Пропорції прапора: 2:3. |
|        | 1982 –       | Прапор Бурунді                           | Кольори прапора символізують боротьбу за незалежність (червоний), надію (зелений) і мир (білий). Три зірки уособлюють національний девіз: «Єдність. Робота. Прогрес». Пропорції прапора: 3:5. |
|        | 1960 –       | Прапор Габону                            | Прапор являє собою горизонтальний триколор зі смугами зеленого, жовтого та синього кольорів, які символізують ліси, екватор та море відповідно. Пропорції прапора: 3:4. |
|        | 1965 –       | Прапор Гамбії                            | Прапор є полотнищем з трьома горизонтальними смугами, середня смуга окантована двома вузькими смугами. Верхня смуга — червоного кольору, середня — синього. Нижня — зеленого. Синя смуга вужче решти смуг за рахунок окантовки білого кольору, яка символізує єдність народу, мир і процвітання. Червоний колір означає сонце на небі, синій колір символізує річку Гамбія, зелений — землю країни. Пропорції прапора: 2:3. |
|        | 1966 –       | Прапор Гани                              | Прапор являє собою горизонтальний триколор зі смугами червоного, жовтого та зеленого кольорів. У центрі прапора розміщена чорна п'ятипроменева зірка. Пропорції прапору: 2:3. |
|        | 1958 –       | Прапор Гвінеї                            | Прапор є полотнищем з трьома вертикально розташованими рівнозначними смугами червоного, жовтого та зеленого кольорів. Червоний колір прапора символізує кров, пролиту в боротьбі за свободу, жовтий — колір гвінейського золота і сонця, зелений, — африканську природу. Крім того, кожен колір відповідає трьом словам девізу Гвінеї: червоний — «Праця», жовтий — «Справедливість», зелений — «Солідарність». Пропорції прапору: 2:3. |
|        | 1973 –       | Прапор Гвінеї-Бісау                      | Прапор складається з вертикальної смуги червоного кольору, та двох рівнозначних горизонтальних смуг жовтого та зеленого кольорів. У центрі червоної смуги розміщено чорну п'ятипроменеву зірку. Пропорції прапора: 1:2. |
|        | 1977 –       | Прапор Джибуті                           | Прапор складається з двох рівнозначних горизонтальних смуг блакитного та зеленого кольорів та білого трикутника з червоною п'ятипроменевою зіркою. Кольори прапора уособлюють море і небо (синій), землю (зелений) і мир (білий). Червона зірка — пам'ять про боротьбу за незалежність і символ єдності. Пропорції прапору: 4:7. |
|        | 1979 –       | Прапор Екваторіальної Гвінеї             | Прапор складається з трьох рівнозначних горизонтальних смуг зеленого, білого і червоного кольорів і блакитного трикутника біля держака. У центрі прапора розміщений герб країни. Пропорції прапора: 2:3. |
|        | 1995 –       | Прапор Еритреї                           | Прапор складається з трьох трикутників: червоного рівнобедреного трикутника з основою, що збігається з лівою стороною прапора, і двох прямокутних трикутників зеленого і синього кольорів, гіпотенузи яких одночасно є сторонами червоного рівнобедреного трикутника. У червоному трикутнику знаходиться зображення трьох гілок оливкового дерева. Пропорції прапора: 1:2. |
|        | 2009 –       | Прапор Ефіопії                           | Прапор являє собою прямокутне полотнище з трьох рівновеликих горизонтальних смуг: верхньої — зеленого, середньої — жовтого і нижньої — червоного кольорів. У центрі прапора розташований герб Ефіопії. Пропорції прапора: 1:2. |
|        | 1984 —       | Прапор Єгипту                            | Прапор складається з трьох рівних горизонтальних смуг: червоної (зверху), білої і чорної. У центрі білої смуги зображена національна емблема (щит, на якому зображений золотий орел, який тримає сувій з назвою країни арабською мовою). Пропорції прапору: 2:3. |
|        | 1996 –       | Прапор Замбії                            | Прапор являє собою зелене полотнище, у правому нижньому куті якого зображено прапор з трьох вертикальних смуг червоного, чорного, помаранчевого кольорів, а у верхньому правому кутку — зображення орлана африканського (Haliaeetus vocifer) з розкритими крилами. Пропорції прапора: 2:3. |
|        | 1980 –       | Прапор Зімбабве                          | Прапор є полотнищем з сімома горизонтальними смугами в наступній черговості: зелена, жовта, червона, чорна, червона, жовта, зелена смуги. У лівій частині полотнища — білий рівносторонній трикутник, одна із сторін якого збігається з лівою стороною прапора. Двоє із сторін обрамлені в чорний колір. У трикутнику знаходиться зображення золотистого «птаха Зімбабве» (різьблена статуетка із стеатиту, знайдена в руїнах Великого Зімбабве), на задньому фоні якої — п'ятипроменева червона зірка. Пропорції прапору: 2:3. |
|        | 1992 –       | Прапор Кабо-Верде                        | Прапор складається з п'яти горизонтальних різновеликих смуг. Верхня смуга синього кольору займає половину ширини прапора. Далі — смуги білого, червоного і білого кольорів. Нижня смуга — синього кольору — займає чверть прапора. Поверх смуг в лівій частині прапора внизу поміщено десять п'ятипроменевих зірок, які утворюють коло. Синій колір прапора символізує океан, 10 зірок — кількість великих населених островів. Пропорції прапору: 3:5. |
|        | 1975 –       | Прапор Камеруну                          | Прапор являє собою вертикальний триколор зі смугами зеленого, червоного та жовтого кольорів. У центрі прапора розміщена жовта п'ятипроменева зірка. Пропорції прапору: 2:3. |
|        | 1963 –       | Прапор Кенії                             | Прапор складається з трьох горизонтальних смуг чорного, червоного і зеленого кольорів, розділених між собою двома білими горизонтальними смугами. У центральній частині прапора знаходиться зображення червоно-біло-чорного щита африканського народу масаї, а за ним — зображення двох перехрещених білих списів. Пропорції прапору: 2:3. |
|        | 2003 –       | Прапор Коморських Островів               | Прапор складається з чотирьох рівнозначних горизонтальних смуг жовтого, білого, червоного та синього кольорів а також зеленого рівнобедреного трикутника, повернутого однією стороною до держака. На трикутнику зображений білий півмісяць з чотирма зірками. Смуги символізують чотири острови держави: жовтий символізує Мохелі, білий — Майотту (що належить Коморам, але керований з Франції), червоний — Анжуан і синій символізує Великий Комор. Чотири зірки поряд з півмісяцем також символізують острови. Півмісяць символізує іслам — головну релігію Коморських Островів. Пропорції прапора: 3:5. |
|        | 2006 –       | Прапор Демократичної Республіки Конго    | Прапор являє собою блакитне полотнище з червоним перев'язом, обрамленим жовтими смугами. У лівому верхньому куті прапору розміщено жовту п'ятипроменеву зірку. Пропорції прапора: 2:3. |
|        | 1991 –       | Прапор Республіки Конго                  | Прапор складається із трьох кольорів, а саме з двох прямокутних трикутників зеленого і червоного кольорів, розділених по діагоналі жовтою смугою (т. зв. панафриканські кольори). Відмінною особливістю прапора від інших панафриканських прапорів є діагональне розташування смуг. Пропорції прапора: 2:3. |
|        | 1959 –       | Прапор Кот-д'Івуару                      | Прапор являє собою вертикальний триколор зі смугами помаранчевого, білого та зеленого кольорів. Помаранчева смуга символізує савану і родючість землі, біла — світло, зелена — надію і ліси півдня країни. Пропорції прапора: 2:3. |
|        | 2006 –       | Прапор Лесото                            | Прапор складається з трьох горизонтальних смуг: синьої, білої і зеленої. У центрі білої смуги розміщено чорне зображення мокоротло (традиційного головного убору басуто),. Пропорції прапора: 2:3. |
|        | 1821 –       | Прапор Ліберії                           | Прапор складається з 11 червоних і білих смуг і синього поля з білою зіркою. Одинадцять смуг символізують одинадцять підписів на декларації незалежності, причому червоний колір символізує хоробрість, а білий — моральні засади. Біла зірка символізує звільнення рабів, а синій квадрат — африканський континент. Пропорції прапора: 10:19. |
|        | 2011 –       | Прапор Лівії                             | Прапор являє собою полотнище, яке складається з трьох горизонтальних смуг: верхньої — червоного, середньої — чорного і нижньої — зеленого кольорів. У центрі чорної смуги розташоване зображення білого півмісяця з п'ятипроменевою зіркою. Пропорції прапора: 1:2. |
|        | 1968 –       | Прапор Маврикію                          | Прапор складається з чотирьох рівнозначних горизонтальних смуг червоного, синього, жовтого та зеленого кольорів. Пропорції прапора: 2:3. |
|        | 2017 –       | Прапор Мавританії                        | Прапор Мавританії являє собою прямокутне полотнище зеленого кольору з червоними смугами вгорі і знизу, в центрі якого горизонтально розташований півмісяць і п'ятипроменева зірка над ним жовтого кольору. Зелений колір прапора і півмісяць із зіркою символізують іслам, жовтий колір півмісяця і зірки — пустелю Сахара. Червоні смуги символізують зусилля і жертви, які принесли жителі Мавританії, щоб захищати свою землю. Пропорції прапора: 2:3. |
|        | 1958 –       | Прапор Мадагаскару                       | Прапор складається з вертикальної смуги білогокольору, та двох рівнозначних горизонтальних смуг червоного та зеленого кольорів. Пропорції прапора: 2:3. |
|        | 2012 –       | Прапор Малаві                            | Прапор являє собою прямокутне полотнище з трьох рівновеликих горизонтальних смуг: верхньої — чорного, середньої — червоного і нижньої — зеленого кольорів. На чорній смузі розміщено стилізоване зображення сонця, що сходить. Пропорції прапора: 2:3. |
|        | 1961 —       | Прапор Малі                              | Прапор являє собою вертикальний триколор зі смугами зеленого, жовтого та червоного кольорів. Пропорції прапора: 2:3. |
|        | 1956 –       | Прапор Марокко                           | Прапор являє собою прямокутне червоне полотнище, у центрі якого зображено зелену пентаграму. Пропорції прапора: 2:3. |
|        | 1983 –       | Прапор Мозамбіку                         | Прапор являє собою прямокутне полотнище, яке складається з трьох горизонтальних рівновеликих смуг — зеленої, чорної і жовтої, розділеними вузькими білими смужками, і з червоним трикутником у держака. У центрі трикутника розміщено розкриту книгу, мотику і автомат Калашникова на фоні жовтої п'ятипроменевої зірки. Пропорції прапора: 2:3. |
|        | 1990 –       | Прапор Намібії                           | Прапор складається з двох рівнозначних трикутників синього та зеленого кольорів, розділених між собою червоним перев'язом з білим обрамленням. На синьому трикутнику розміщене стилізоване зображення сонця. Пропорції прапора: 2:3. |
|        | 1959 –       | Прапор Нігеру                            | Прапор являє собою горизонтальний триколор зі смугами помаранчевого, білого та зеленого кольорів. Помаранчева смуга символізує піски пустелі Сахара на півночі країни, центральна біла смуга втілює чистоту і простоту, а нижня зелена смуга — надію і, в той же час, родючі землі півдня Нігера. Помаранчеве коло в центрі — символ сонця. Відмітною особливістю прапора є майже квадратна форма. Пропорції прапора: 6:7. |
|        | 1968 –       | Прапор Нігерії                           | Прапор являє собою вертикальний триколор зі смугами зеленого, білого та зеленого кольорів. Пропорції прапора: 1:2. |
|        | 2011 –       | Прапор Південного Судану                 | Прапор має прямокутне полотнище, яке складається з чорної, червоної та зеленої горизонтальних смуг, розділених тонкими білими смужками, а від держака відходить синій клин з золотою п'ятипроменевою зіркою. Пропорції прапора: 1:2. |
|        | 1994 —       | Прапор Південно-Африканської Республіки  | Прапор сповнений символізму. Поверх традиційних червоного, білого і синього кольорів, узятих з колишнього прапора і які уособлюють «біле» минуле ПАР (а також біле населення країни), накладено вилоподібний хрест кольорів партії Африканський Національний Конгрес: чорного, жовтого і зеленого, покликаних символізувати корінне населення і боротьбу проти апартеїду. Чорний трикутник з жовтою облямівкою «врізається» в червоно-біло-синій прапор білих, символізуючи боротьбу чорної більшості за свої права, перемогу в цій багаторічній боротьбі і відвойоване місце під сонцем. При цьому зелені смуги (які символізують т. зв. «Кольорових») лежать між «чорної» і «білої» зонами прапора. В цілому прапор символізує, за задумом творців мультирасове майбутнє ПАР. Пропорції прапора: 2:3. |
|        | 2001 –       | Прапор Руанди                            | Прапор містить три смуги: блакитну із зображенням сонця жовтого кольору у правому верхньому куті, жовту і зелену. Блакитний колір символізує щастя та мир; жовтий символізує економічний розвиток; зелений — надію на добробут. Жовте сонце символізує просвітлення. Пропорції прапора: 2:3. |
|        | 1975 –       | Прапор Сан-Томе і Принсіпі               | Прапор являє собою прямокутне полотнище, яке складається з трьох горизонтальних різновеликих смуг — зеленої, жовтої і зеленої та з червоним трикутником у держака. У центрі жовтої смуги розміщено дві чорні зірки. Червоний трикутник символізує запеклу боротьбу за незалежність, дві чорні зірки означають два найбільші острови держави (Сан-Томе і Принсіпі). Зелений, жовтий і чорний кольори є панафриканськими. Пропорції прапора: 1:2. |
|        | 1968 –       | Прапор Есватіні                          | Прапор являє собою полотнище з п'ятьма горизонтальними смугами: блакитної, жовтої, червоної, жовтої і блакитної. На центральній (червоній) смузі зображені два списи і посох, поверх них африканський щит. Посох і щит прикрашені injobo — декоративними китицями; зображені на прапорі injobo з пташиного пір'я символізують короля. Червоний колір символізує минулі битви і боротьбу, блакитний — мир і стабільність, жовтий — природні ресурси країни. Чорно -біла розмальовка щита символізує мирне співіснування чорної і білої раси. Пропорції прапора: 2:3. |
|        | 1996 –       | Прапор Сейшельських Островів             | Блакитний колір на прапорі зображує небо і море, які оточують Сейшельські острови; жовтий — сонце, яке надає легкість буття; червоний колір відображає в символічній формі єдність людей та їх прагнення працювати заради миру, єдності та любові; білий символізує верховенство права; зелений — землю і навколишню живу природу. Пропорції прапора: 1:2. |
|        | 1960 –       | Прапор Сенегалу                          | Прапор являє собою вертикальний триколор зі смугами зеленого, жовтого та червоного кольорів з зеленою п'ятипроменевою зіркою у центрі. Пропорції прапора: 2:3. |
|        | 1954 –       | Прапор Сомалі                            | Прапор являє собою прямокутне полотнище блакитного кольору з білою п'ятипроменевою зіркою в центрі. П'ять променів зірки символізують п'ять областей, де живе народ сомалі. Пропорції прапора: 2:3. |
|        | 1970 –       | Прапор Судану                            | Прапор являє собою вертикальний триколор зі смугами зеленого, білого та зеленого кольорів. Пропорції прапора: 1:2. |
|        | 1961 –       | Прапор Сьєрра-Леоне                      | Прапор складається з трьох горизонтальних рівновеликих смуг зеленого, білого і синього кольорів. Зелений колір символізує сільське господарство, гори і природні ресурси, синій — символ надії, що настануть мирні часи. Білий колір втілює єдність і законність. Пропорції прапора: 2:3. |
|        | 1964 —       | Прапор Танзанії                          | Прапор складається з двох рівнозначних трикутників зеленого та блакитного кольорів, розділених між собою чорним перев'язом з жовтим обрамленням Пропорції прапора: 2:3. |
|        | 1960 –       | Прапор Того                              | Прапор складається з п'яти зелених і жовтих смуг, які чергуються. У лівому верхньому куті розміщена біла п'ятипроменева зірка в червоному квадраті. Пропорції прапора: 1:1,618. |
|        | 1831 –       | Прапор Тунісу                            | Прапор являє собою прямокутне полотнище червоного кольору, у центрі якого розміщено червоний півмісяць з зіркою на білому колі. Пропорції прапора: 2:3. |
|        | 1962 –       | Прапор Уганди                            | На прапорі зображено шість смуг однакової ширини в наступному порядку (зверху): чорна, жовта, червона, чорна, жовта, червона. В центрі прапора розташований білий круг із зображенням національного символу — східного вінценосного журавля (Balearica regulorum), який дивиться убік держака. Пропорції прапора: 2:3. |
|        | 1958 –       | Прапор Центральноафриканської Республіки | Прапор складається з чотирьох рівнозначних горизонтальних смуг синього, білого, зеленого та жовтого кольорів, по центру якого проведена вертикальна червона смуга. У лівому верхньому куті прапору розміщено золоту п'ятипроменеву зірку. Червоний колір символізує кров народу країни, що була пролита в боротьбі за незалежність. Синій колір символізує небо і свободу. Білий — мир і гідність. Зелений — надію і віру. Жовтий колір символізує терпимість. Золота п'ятипроменева зірка — символ незалежності і провідник в майбутній прогрес. Пропорції прапора: або 2:3 3:5. |
|        | 1959 –       | Прапор Чаду                              | Прапор складається з трьох вертикальних смуг: синьої, жовтої і червоної. Він є комбінацією прапора Франції, колишньої метрополії, і панафриканських кольорів (зеленого, жовтого, червоного). Пропорції прапора: 2:3. |

## Прапори невизнаних та частково визнаних держав
| Прапор | Затверджений | Використання                                         | Опис |
| ------ | ------------ | ---------------------------------------------------- | --- |
|        | 1976 –       | Прапор Сахарської Арабської Демократичної Республіки | Прапор складається з трьох вертикальних смуг, в правій частині розташований червоний рівносторонній трикутник, одна з сторін якого збігаються з правою стороною прапора. У центральній білій смузі знаходиться зображення червоного місяця з зіркою. Прапор, на відміну від інших прапорів світу, є перевернутим. Пропорції прапору: 1:2. |
|        | 1996 –       | Прапор Сомаліленду                                   | Прапор складається з трьох горизонтальних рівнозначних смуг. Верхня смуга — зеленого кольору з Шахадою. Середня смуга білого кольору і містить чорну п'ятипроменеву зірку, що символізує п'ять регіонів, в яких живуть сомалійці. Нижня смуга має червоний колір. Пропорції прапору: 1:2.                                                 |

## Прапори регіонів, автономних і залежних територій
До списку входять прапори автономних, напівавтономних і залежних територій, а також регіонів держав з федеративною та конфедеративною формами правління.

## Заморські території Великої Британії

### Територія Великої Британії в Індійському океані
| Прапор | Затверджений | Використання                                      | Опис |
| ------ | ------------ | ------------------------------------------------- | --- |
|        | 1990 –       | Прапор Британської території в Індійському океані | Прапор був прийнятий 8 листопада 1990 року, однак до цих пір є напівофіційним. Корона і прапор Великої Британії символізують приналежність до Об'єднаного Королівства, хвилясті сині лінії — хвилі Індійського океану, а кокосова пальма — основну рослинність островів. Пропорції прапору: 1:2. |

### Острови Святої Єлени, Вознесіння і Тристан-да-Кунья
| Прапор | Затверджений | Використання                | Опис |
| ------ | ------------ | --------------------------- | --- |
|        | 1984 –       | Прапор Острова Святої Єлени | Прапор являє собою синє полотнище, в лівому верхньому кутку якого зображений прапор Великої Британії. В правій половині прапору розміщений герб Острову Святої Єлени. На ньому зображений корабель і птах-дротяник — ендемік островів. Пропорції прапору: 1:2. |
|        | 2002 –       | Прапор Тристан-да-Куньї     | Прапор являє собою синє полотнище, в лівому верхньому кутку якого зображений прапор Великої Британії. В правій половині прапору розміщений герб Тристан-да-Куньї. Пропорції прапору: 1:2.                                                                      |
|        | 2013 –       | Прапор Острова Вознесіння   | Прапор являє собою синє полотнище, в лівому верхньому кутку якого зображений прапор Великої Британії. В правій половині прапору розміщений герб острова Вознесіння. Пропорції прапору: 1:2.                                                                    |

## Регіони Ефіопії
| Прапор | Затверджений | Використання                        | Опис |
| ------ | ------------ | ----------------------------------- | --- |
|        | 1996 –       | Амхара                              | Прапор являє собою золотий прямокутник з широкою червоною діагональною смугою. У центрі прапору розміщено золоту п'ятипроменеву зірку. |
|        | 2012 –       | Афар                                | Прапор являє собою синьо-біло-зелений горизонтальний триколор, в лівій частині якого розміщений червоний трикутник. В центрі білої смуги розміщений герб Афару.                                                                                          |
|        | –            | Бенішангул-Гумуз                    | Прапор являє собою чорно-золото-зелений горизонтальний триколор, в лівій частині якого розміщений червоний трикутник. |
|        | –            | Гамбела                             | Прапор складається з чотирьох рівнозначних смуг чорного, зеленого, білого та червоного кольорів. В центрі білої смуги розміщена чорна п'ятипроменева зірка.                                                                                              |
|        | 1999 –       | Оромія                              | Прапор являє собою червоно-біло-чорний горизонтальний триколор, в центрі якого розміщене стилізоване зображення дерева. |
|        | –            | Регіон Народів і народностей півдня | Прапор являє собою синьо-біло-червоний горизонтальний триколор. В центрі білої смуги розміщена емблема регіону. |
|        | 2008 –       | Сомалі                              | Прапор являє собою зелено-біло-червоний горизонтальний триколор, в лівій частині якого розміщений золотий трикутник. В центрі трикутника розміщене зображення верблюда.                                                                                  |
|        | –            | Тиграй                              | Прапор являє собою червоне прямокутне полотнище, в лівій частині якого розміщений золотий трикутник. У центрі прапору розміщена золота п'ятипроменева зірка, повернута на 45°.                                                                           |
|        | –            | Харарі                              | Прапор складається з п'яти нерівних смуг білого, червоного, білого, зеленого і білого кольорів, із зображенням герба регіону в центрі. Середина біла смуга вдвічі ширина за червону і зелену смуги, які в свою чергу двічі ширші за зовнішні білі смуги. |

## Іспанія

### Автономна спільнота Іспанії
| Прапор | Затверджений | Використання               | Опис |
| ------ | ------------ | -------------------------- | --- |
|        | 1989 –       | Прапор Канарських островів | Прапор являє собою вертикальний триколор, що складається з трьох рівних смуг — білої, синьої та жовтої. Державний прапор несе також Герб Канарських островів на центральній смузі. Пропорції прапору: 2:3. |

### Автономні міста Іспанії
| Прапор | Затверджений | Використання   | Опис |
| ------ | ------------ | -------------- | --- |
|        | 1995 –       | Прапор Мелільї | Прапор являє собою синє полотнище з гербом міста в центрі. Пропорції прапору: 2:3.                                                                            |
|        | 1995 –       | Прапор Сеути   | Прапор являє собою чотири прямокутники, розділені по діагоналі на чорні та білі трикутники. У центрі прапора зображений міський герб. Пропорції прапору: 2:3. |

## Автономні регіони Коморських островів
| Прапор | Затверджений | Використання | Опис |
| ------ | ------------ | ------------ | --- |
|        | –            | Анжуан       | Прапор являє собою червоне полотнище у центрі якого зображено білі руку та півмісяць.                        |
|        | –            | Нгазіджа     | Прапор являє собою синє полотнище з білим півмісяцем та чотирма білими зірками, які розташовані вертикально. |
|        | –            | Мохелі       | Прапор являє собою золоте полотнище, в центрі якого розміщено червону п'ятипроменеву зірку.                  |

## Автономний регіон Маврикію
| Прапор | Затверджений | Використання    | Опис |
| ------ | ------------ | --------------- | --- |
|        | –            | Острів Родригес | Прапор являє собою біле полотнище, обрамлене рівнозначними смугами зеленого, золотого, чорного та червоного кольорів. У центрі прапору розміщено герб острову. |

## Провінція Південно-африканської республіки
Більшість провінцій ПАРу не мають офіційно затверджених прапорів. Винятком є провінція Мпумаланга.
| Прапор | Затверджений | Використання | Опис |
| ------ | ------------ | ------------ | --- |
|        | 1996 –       | Мпумаланга   | Прапор складається з двох рівнозначних частин жовтого та зеленого кольорів, які розділені двомаламкими діагональними смугами синього та білого кольорів. У жовтій частині розміщено червоне стилізоване зображення гербери Джемсона, ендеміка провінції. |

## Автономний регіон Португалії
| Прапор | Затверджений | Використання   | Опис |
| ------ | ------------ | -------------- | --- |
|        | 1978 –       | Прапор Мадейри | Прапор являє собою прямокутне полотнище з співвідношенням сторін 2:3, розділене на три вертикальні смуги рівної ширини. Крайні смуги сині, центральна — жовта (золота). На центральній смузі зображено хрест ордена Христа. Синій колір символізує морське розташування острова, жовтий колір — м'який клімат, завдяки якому процвітає економіка острова. Хрест підкреслює зв'язок з Португалією. |

## Штати Південного Судану
| Прапор | Затверджений | Використання              | Опис |
| ------ | ------------ | ------------------------- | --- |
|        | –            | Вараб                     | Прапор являє собою біле полотнище, у центрі якого розміщено зелене коло з зображенням тукана.                                                                                 |
|        | –            | Верхній Ніл               | Прапор являє собою синє полотнище, у центрі якого розміщено зображення щита.                                                                                                  |
|        | –            | Джонглей                  | Прапор являє собою біле полотнище, у центрі якого розміщено синє коло з зображенням білої корови з телям.                                                                     |
|        | –            | Ель-Вахда                 | Прапор являє собою біле полотнище, у центрі якого розміщено синє коло з зображенням нафтовидобувної вежі в обрамленні двох гілок білого кольору.                              |
|        | –            | Західна Екваторія         | Прапор являє собою біле полотнище, у центрі якого розміщено зелене коло з зображенням ананаса.                                                                                |
|        | –            | Західний Бахр-ель-Газаль  | Прапор являє собою біле полотнище, у центрі якого розміщено синє коло, на яке накладений білий трикутник. У трикутнику розміщено зображення газелі на фоні сонця, що сходить. |
|        | –            | Озерний                   | Прапор являє собою блакитне полотнище, у центрі якого розміщено емблему штату.                                                                                                |
|        | –            | Північний Бахр-ель-Газаль | Прапор являє собою біле полотнище, у центрі якого розміщено зелене коло з зображенням вінценосного журавля.                                                                   |
|        | –            | Східна Екваторія          | Прапор складається з чотирьох рівнозначних смуг жовтого, чорного, червоного, і жовтого кольорів. У центрі прапору розміщено зелений овал з зображенням гепарда.               |
|        | –            | Центральна Екваторія      | Прапор являє собою зелене полотнище, у центрі якого розміщено біле коло з зображенням носорога.                                                                               |

## Автономні державні утворення Сомалі
| Прапор | Затверджений | Використання | Опис |
| ------ | ------------ | ------------ | --- |
|        | –            | Авдалленд    | Прапор являє собою вертикальний блакитно-біло блакитний триколор, у центрі якого розміщено півмісяць та зірку.                                             |
|        | –            | Галмудуг     | Прапор являє собою блакитне полотнище з зеленим трикутником біля держака, у центрі якого розміщено білі півмісяць та зірку.                                |
|        | –            | Джубаленд    | Прапор являє собою горизонтальний зелено-блакитно-білий триколор з блакитним трикутником біля держака, у центрі якого розміщено білу п'ятипроменеву зірку. |
|        | –            | Пунтленд     | Прапор являє собою горизонтальний блакитно-біло-зелений триколор. У центрі блакитної смуги розміщено білу п'ятипроменеву зірку.                            |
|        | –            | Хіман і Хеб  | Прапор являє собою блакитне полотнище з червоним трикутником біля держака, у центрі якого розміщено білу п'ятипроменеву зірку на фоні герба держави.       |

## Заморський департамент Франції
| Прапор | Затверджений | Використання   | Опис |
| ------ | ------------ | -------------- | --- |
|        | –            | Прапор Майотти | Прапор являє собою біле полотнище, у центрі якого розміщено герб департаменту. Пропорції прапору: 2:3. Прапор використовується неофіційно, на регіональному рівні. Офіційний прапор департаменту — прапор Франції. |

## Див.також
- Прапори незалежних держав
- Прапори Азії
- Прапори Європи
- Прапори Південної Америки
- Прапори Північної Америки
- Прапори Океанії